# Albion Motors
A Albion Motors foi uma fabricante escocesa da indústria automobilística. Foi fundada em 1899 por Thomas Blackwood Murray e Norman Osborne Fulton.
Fundada em 1899, a Albion Motors foi comprada pela Leyland Motors em 1951. Os veículos continuaram a ser fabricados sob a marca "Albion" até 1972, após o que continuaram a ser produzidos sob a marca "Leyland". A produção de veículos na antiga fábrica da Albion na área de Scotstoun em Glasgow, na Escócia, continuou até 1980.

## Histórico
Originalmente conhecida como Albion Motor Car Company Ltd, a empresa foi fundada em 1899 por Thomas Blackwood Murray e Norman Osborne Fulton (ambos os quais estiveram anteriormente envolvidos na Arrol-Johnston). O pai de Murray, John Lamb Murray hipotecou a propriedade de Heavyside em Biggar, South Lanarkshire, para fornecer o capital inicial. Alguns anos depois, John F Henderson juntou-se a eles, que forneceu capital adicional. A fábrica ficava originalmente no primeiro andar de um prédio na Finnieston Street, em Glasgow, e tinha apenas sete funcionários. Em 1903, a empresa mudou-se para novas instalações em Scotstoun.

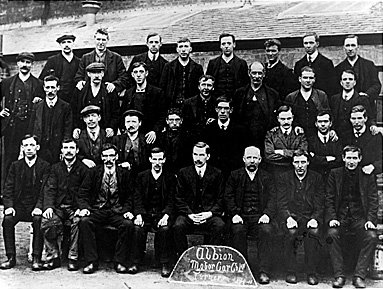
Trabalhadores na Albion Motors em 1911.

Em abril de 1931, a "Albion Motor Car Company Ltd" foi renomeada como Albion Motors Limited com seus veículos apresentando o emblema do nascer do sol. Em 1951, a Albion foi comprada pela Leyland Motors, que então se tornou parte da British Leyland Motor Corporation em 1968. A produção dos caminhões "Chieftain", "Clydesdale" e "Reiver" e dos modelos de ônibus "Viking" continuou. Em 1969, a empresa adquiriu a vizinha Coventry Ordnance Works na South Street, que usava para a fabricação de componentes de caminhões. A British Leyland eliminou o nome Albion em 1972 com os produtos continuando a ser fabricados na mesma fábrica sob a marca "Leyland". Em 1980, a produção de veículos na antiga fábrica de Albion cessou, mudando-se para a fábrica britânica de Leyland em Bathgate, porém a fabricação de componentes continuou.
A "British Leyland" tornou-se "Rover Group" entre 1986 e 1997, a fábrica de componentes tornou-se parte da Leyland DAF, o braço britânico recém-formado da empresa anglo-holandesa DAF NV, formado pela fusão da divisão Leyland Trucks do Grupo Rover e da empresa holandesa DAF Trucks.
Após o colapso da DAF em 1993, a Leyland DAF entrou em concordata, e o negócio de componentes de caminhão em Scotstoun foi sujeito a uma aquisição pela administração e transferido para uma empresa recém-criada chamada "Albion Automotive". Em 1998, a Albion Automotive foi adquirida pela American Axle & Manufacturing Company de Detroit. A nova empresa fabrica eixos, sistemas de transmissão, sistemas de chassis, virabrequins e componentes de chassis.

## Galeria
- Veículo comercial da Albion Motors.
- Albion CX7 caminhão tanque
de 8 rodas 1948.
- Um Albion Viking EVK.
- Heavy-duty Albion CX24
caminhão de resgate.
- Albion Reiver 1963.
- Veículos comerciais da Albion no "Biggar Vintage Rally" em 2008.